# Olasz Redenta Légió

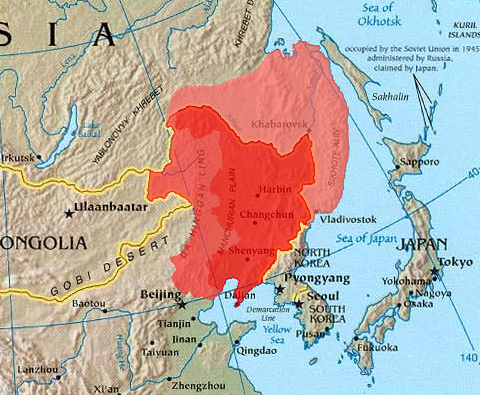
A Mandzsúria és Kelet-Szibéria térképén pirossal jelzett rész a Redenta Légió működési területét jelzi

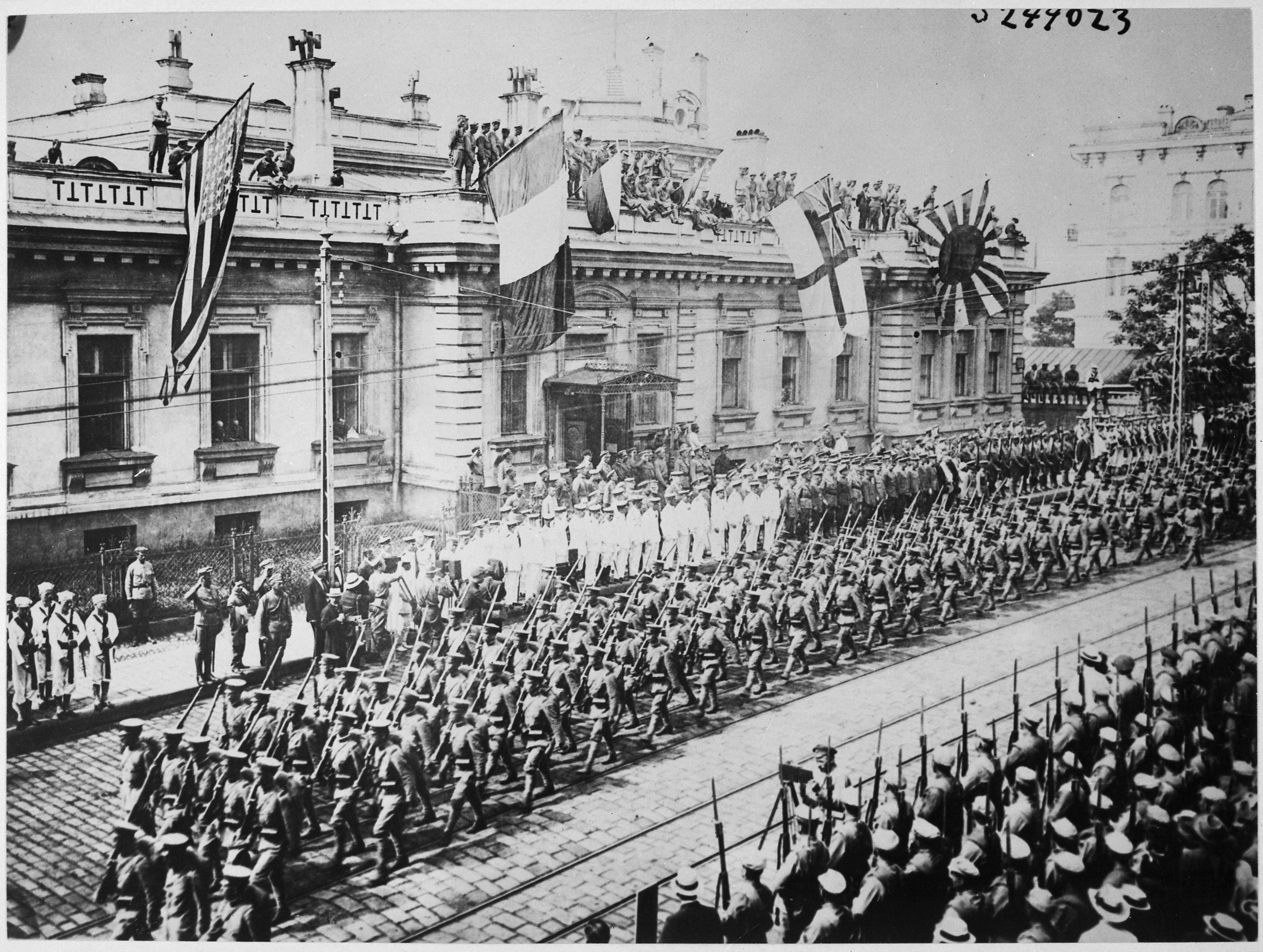
Szövetséges csapatok 1918. évi felvonulása Vlagyivosztokban

Az Olasz Redenta Légió (olaszul: Legione Redenta di Siberia) az Olasz Királyság katonai különítménye, mely részt vett a szibériai intervencióban a Távol-keleti Olasz Expedíciós Hadtest katonai alakulataként. A 2500 főt számláló egység tagjai korábban az Osztrák–Magyar Monarchia katonáiként az első világháborús keleti fronton estek orosz hadifogságba, majd önként jelentkeztek azért, hogy olasz zászló alatt harcolhassanak a fehérek oldalán.
A légió a nemzetközi erők kötelékében harcot vívott a bolsevizmus ellen Szibériában és Mandzsúriában. Fő feladata a transzszibériai vasútvonal védelmének biztosítása volt, és ebből kifolyólag hathatós támogatást nyújtott a fehérek hadműveleteihez.

## Történetük
Az orosz csapatok 1918-as visszavonulása után a breszt-litovszki békekötés eredményeként a német és az osztrák-magyar hadifoglyok engedélyt kaptak a hazatérésre. A birodalom nemzetiségi sokszínűségének köszönhetően, az osztrák-magyar katonák több nemzetiség soraiból kerültek ki. Voltak közöttük szép számban Trentinóból az Isztriai-félszigetről és Dalmáciából sorozott olaszok is. Ezeknek a katonáknak jelentős része rokonszenvezett az olasz irredenta mozgalommal. Az olasz kormányzat látva ezt, felhatalmazást adott a hadifoglyok soraiból fegyveres olasz haderő felállítására. Többen e lehetőségen felbuzdulva felesküdtek az Olasz Királyságra és belőlük 1918 nyarán megalakították a Redenta Légiót.
Az alakulatot alárendelték az akkor szerveződő Távol-keleti Olasz Expedíciós Hadtestnek ("Corpo di Spedizione Italiano in Estremo Oriente"). A szervezést Kínában Tiencsin városában az olasz koncesszióban végezték. A kiképzésüket Cosma Manera csendőr őrnagy végezte, aki a "Redenta" névadója is volt. A névválasztást azzal indokolta, hogy ezek a katonák többé, már nem irredenták, hiszen megvalósult az Olaszországhoz csatlakozásuk, ezért redentának vagyis  "visszaszerzettnek" nevezte őket. Az olasz légiósok fontos szerepet játszottak a szibériai intervenció során, hiszen a Csehszlovák Légió mellett ők is jelentős harcértéket képviseltek.
Működési körzetükbe tartozott Irkutszk, Harbin és Vlagyivosztok környéke. A Redenta Légió 1919 novemberéig vett részt a harcokban, a koalíciós erők általános visszavonulásáig, majd ezt követően hazatértek az Olasz Királyságba, ahol nagy ünnepség keretében katonai tiszteletadás mellett fogadták (be) vissza őket.

## Savoya dandár
Az olasz redenta légiósok között az úgynevezett Savoya dandár (olaszul: Brigata Savoia) elkülönült a többiektől, mivel azok piros parolit hordtak, míg a többiek feketét. Ezt az alegységet eredetileg Andrea Compatangelo szervezte meg és két hónappal Tiencsinbe érkezése előtt már hírnevet szerzett magának, hiszen részt vett a Krasznojarszknál vívott ádáz küzdelmekben. Itt a transzszibériai vasútvonal 4098. kilométerénél található fontos csomópont megszerzésért folytatott harcot a Csehszlovák Légióval karöltve. A harcok befejezését követően a Savoya dandár az olasz koncesszió területére látványosan, páncélvonaton vonult be.

### Fordítás
- Ez a szócikk részben vagy egészben  az   Italian Legione Redenta című angol Wikipédia-szócikk ezen változatának fordításán alapul.  Az eredeti cikk szerkesztőit annak laptörténete sorolja fel. Ez a jelzés csupán a megfogalmazás eredetét és a szerzői jogokat jelzi, nem szolgál a cikkben szereplő információk forrásmegjelöléseként.